# 中国珠海电影节
中国珠海电影节，前称中国珠海海峡两岸暨香港电影节，是经中国广播电影电视部批准，由广东省珠海市人民政府主办的国家级电影节，首届于1994年6月在珠海市举行，每两年举办一届，被称为当时中国的“四大电影节”之一。因电影节主办审批权收紧，珠海电影节在1996年举办第二届后不久宣告停办。

## 奖项
珠海电影节设“飞龙奖”，寓意中华民族电影文化事业的腾飞，是当时国内唯一有奖金的电影评奖活动，评选范围为海峡两岸和香港地区的优秀故事片，奖项包括最佳故事片奖、最佳编剧奖、最佳导演奖、最佳男主角奖、最佳女主角奖、最佳男配角奖、最佳女配角奖、最佳摄影奖等，分别颁发奖杯和奖金，其中最佳故事片奖金为10万元人民币，其他奖项奖金为5万元人民币。

## 第一届
1994年6月15日至19日，第一届“中国珠海海峡两岸暨香港电影节”在珠海市体育中心举行，出席嘉宾包括中国内地的凌子风、谢晋、张艺谋、姜文、陈道明、葛优、巩俐，香港的成龙、洪金宝、许鞍华、徐克、张曼玉、黎明，以及台湾的李行、林青霞、金城武等。本届电影节由中国大陆电影《背靠背，脸对脸》夺得“飞龙奖”三个奖项，成为最大赢家。
- “飞龙奖”获奖名单[2]：
  - 最佳故事片：《背靠背，脸对脸》
  - 最佳导演：尔冬升《新不了情》
  - 最佳男演员：牛振华《背靠背，脸对脸》
  - 最佳女演员：袁咏仪《新不了情》
  - 最佳美术奖：区丁平、雷楚雄《重案组》
  - 最佳录音奖：杜笃之、孟麒良《戏梦人生》
  - 最佳摄影奖：杨轮《炮打双灯》
  - 最佳编剧奖：黄建新、刘醒龙《背靠背，脸对脸》
  - 最佳音乐奖：空缺
  - 评委特别奖：《凤凰琴》

## 第二届
第二届改名“中国珠海电影节”，于1996年12月18日至22日举行，参赛影片17部，参展影片19部，专题影展影片9部，颁奖典礼获安排在香港无线电视台播出。
“飞龙奖”获奖名单：
- 最佳故事片：《变脸》
- 最佳导演奖：张泽鸣《月满英伦》
- 最佳编剧奖：胡建新、王兴东、王浙滨《孔繁森》
- 最佳男主角奖：高明《孔繁森》
- 最佳女主角奖：周任莹《变脸》
- 最佳男配角奖：泰迪·罗宾《香江花月夜》
- 最佳摄影奖：张展《忠仔》
- 评委奖：《忠仔》